# Andrijevica
Andrijevica (v srbské cyrilici Андријевица) je město ve východní části Černé Hory. Je centrem stejnojmenné opštiny s 5 785 obyvateli (samo má 1073 obyvatel). Je považováno za neoficiální centrum regionu Vasojevići.
Centrum města představuje několik patrových domů, které se rozkládají kolem městského parku a hotelu Komovi. Nacházejí se na plošině cca 40 m vysoko nad úrovní řeky Lim. Zástavba se od tohoto centra rozkládá jak severně po, tak i jižně proti proudu řeky.
Nachází se na úpatí pohoří Komovi, Bjelasica a Prokletije. Jižně od centra města se nachází soutok řeky Lim s říčkou Zlorečica. Samotné město se rozkládá v nadmořské výšce okolo 800-900 m (údolí řeky Lim má výšku 760 m).
Andrijevicí pochází silniční komunikace Bijelo Polje - Plav. Železniční spojení se zbytkem země nemá (nejbližší nádraží se nachází v Bijelom Polju, desítky kilometrů daleko).
Osídlení lokality bylo archeologickými průzkumy prokázáno již od neolitu. Rovněž zde byla prokázána přítomnost Illyrů a Římanů. V roce 1858 se Andrijevica stala součástí Černé Hory. Postupně se rozvíjela jako malé sídlo, nicméně tento rozvoj přerušily nejprve Balkánské války a později První světová válka. Ve druhé světové válce se konala v oblasti tzv. Andrijevická operace, ve které se pokusili němečtí nacisté zastavit postupující partyzánské jednotky. Po skončení konfliktu bylo centrum města přebudováno a má tak nyní mnohem méně rurální charakter. V roce 1960 však byla zrušena andrijevická opština a město připadlo pod správu nedalekého Berane. Samostatnou obcí se stala Andrijevica až v roce 1990.
Od roku 2008 má městečko i nový moderní kulturní dům.